# Greymouth
Greymouth é a maior cidade
e município da Costa Oeste da Ilha Sul da Nova Zelândia.

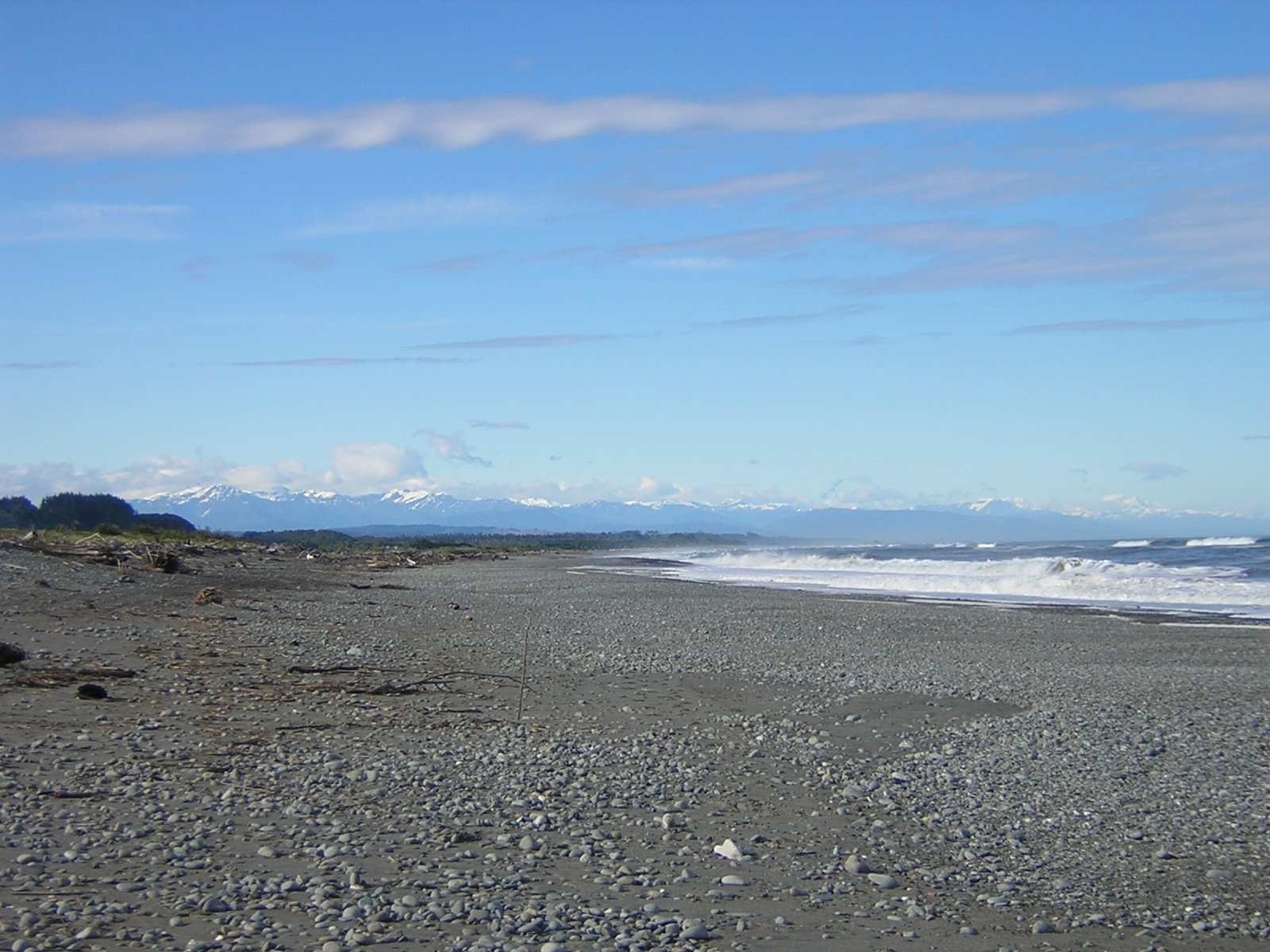
Greymouth.